# Željko Joksimović

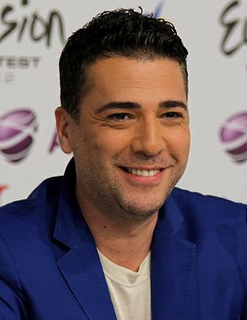
Željko Joksimović (2012)

Željko Joksimović (serbisch-kyrillisch Жељко Јоксимовић; * 20. April 1972 in Belgrad) ist ein serbischer Popsänger und Komponist.

## Karriere
1984 gewann er mit zwölf Jahren als erster das Erste Akkordeon Europas in Paris.
1999 veröffentlicht er sein erstes Album, mit dem er den Oscar Popularnosti gewann und sich so bei der größten serbischen Plattenfirma City records etablierte. Er arbeitete eng mit der Sängerin Svetlana Slavković zusammen und später auch mit Leontina, die den Text zu seinem ESC-Beitrag Lane moje (Mein Rehlein) schrieb.
In Serbien, Montenegro und Bosnien-Herzegowina wurde Joksimović mit dem Lied Vreteno einer der bekanntesten Sänger. 2002 veröffentlicht er das Album, das ihm zum endgültigen Durchbruch verhalf.
Er trat auch in einigen griechischen Fernsehsendungen, wie zum Beispiel in der Show der beliebten Moderatorin Rula Koromila auf TV Alfa auf. Im Jahre 2004 erschien seine Biographie Lično, Joksimović (Persönlich, Joksimović). Anfang 2007 erhielt er in Belgrad den Preis als bester Komponist der letzten 10 Jahre. Er bearbeitet und singt auch traditionelle Volkslieder der bosnischen Sevdalinka, wie Moj dilbere (Mein Geliebter), dessen Text vom Sehnen einer Frau erzählt und daher üblicherweise von Frauen gesungen wird.
Željko Joksimović besitzt ein eigenes Studio und die Plattenfirma Minacord. Er produziert und fördert unter anderem die Serbin Jelena Tomašević und die montenegrinische Interpretin Milena Vučić. Im Mai 2008 trat der beim Konzert Legenden und Sensationen in Belgrad vor 75.000 Zuschauer auf. Dabei waren auch Marija Šerifović und Ruslana sowie andere weltberühmte Stars.
Seit 2013 ist er Juror der ersten Staffel von X Factor Adria.
2014 hatte er in der Philip-II-Arena in Skopje sein bisher größtes Konzert mit über 70.000 Zuschauern.

### Teilnahme am Eurovision Song Contest

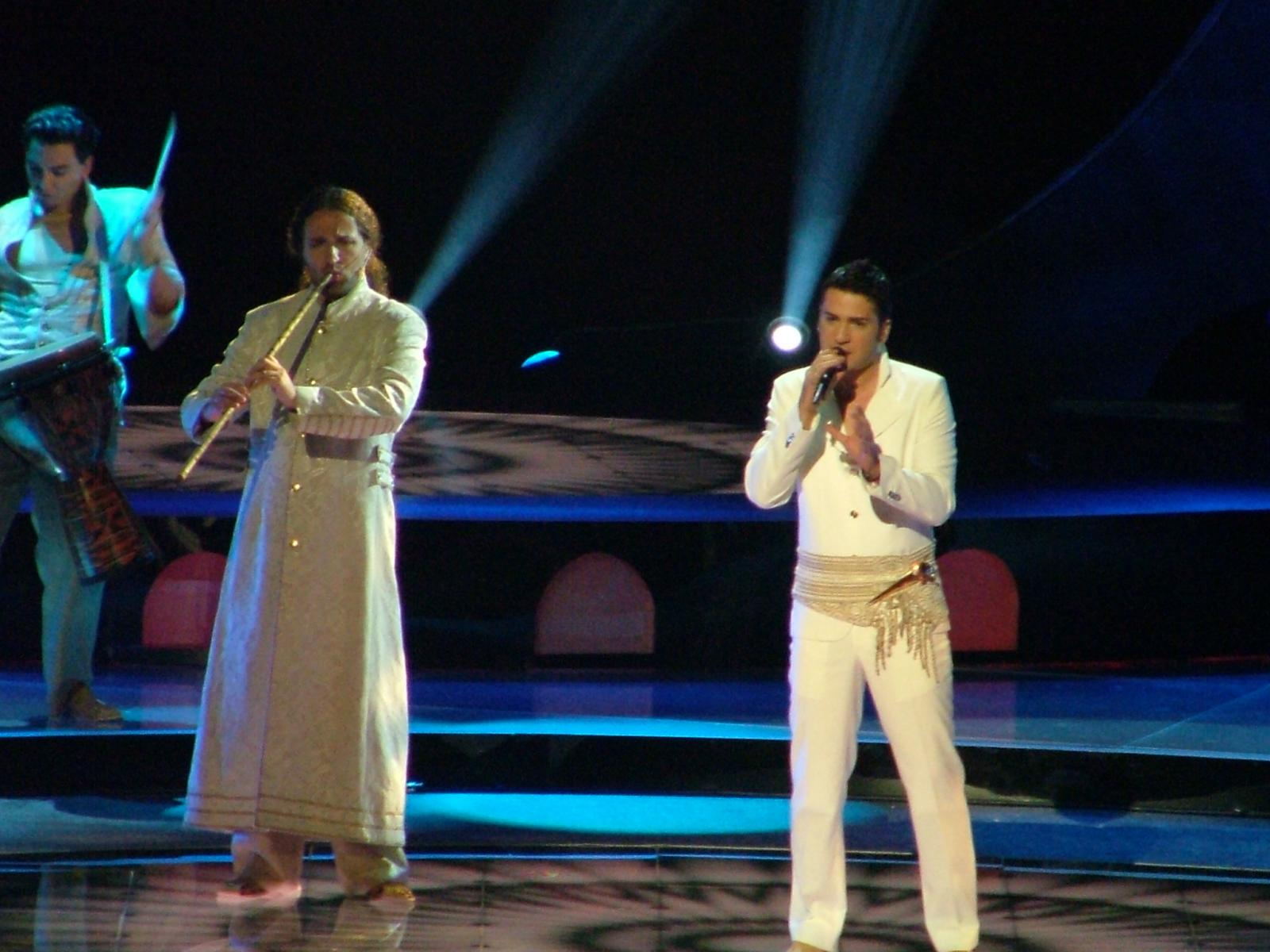
Željko Joksimović (rechts) mit Branko Popović und Miloš Nikolić beim ESC 2004

In Serbien wird der Name Joksimović mit dem Eurovision Song Contest verbunden, weswegen er in seiner Heimat oft als „Lane“, angelehnt an seinen ersten Eurovisionsbeitrag, bezeichnet wird.
Sein bisher größter Erfolg war der zweite Platz beim Eurovision Song Contest 2004 in Istanbul, wo er mit Lane moje hinter dem Lied der ukrainischen Siegerin Ruslana landete. Die Qualifikation im Semifinale hatte er noch vor Ruslana gewonnen. Begleitet wurde er von seinem fünfköpfigen Ad Hoc Orchestra.
Er komponiert erfolgreich für andere serbische Künstler wie für die Sängerin Jelena Tomašević, welche mit seinem Song Jutro (Morgenstunde) am serbischen Eurovisionsvorentscheid Beovizija 2005 teilnahm. Diesen konnte sie für sich entscheiden. Im gemeinsamen Finale mit den montenegrinischen Interpreten machte ihr jedoch die damalige Politik einen Strich durch die Rechnung. Die Jury bildeten serbische und montenegrinische Experten. Die Juroren aus Montenegro ignorierten den Beitrag von Jelena Tomašević ebenso wie die Beiträge der meisten anderen Serben und gaben ihr geschlossen null Punkte, was dazu führte, dass die von Montenegro favorisierte Gruppe No Name den Vorentscheid gewann.
Dies hinderte Joksimović jedoch nicht daran, weiterhin als Komponist am Eurovision Song Contest teilzunehmen. Er schrieb 2006 den Beitrag für Bosnien-Herzegowina. Der Titel des Songs lautet Lejla und wurde von der Gruppe Hari Mata Hari in Athen interpretiert. Der Song belegte den 3. Platz.
Im Jahr 2008 reichte Joksimović erneut ein Lied zur Beovizija ein. Abermals wählte er Jelena Tomašević als Interpretin seines Werkes aus. Mit dem Beitrag Oro (Oro ist ein serbischer Volkstanz), zu dem Dejan Ivanović den Text schrieb, bekam Jelena Tomašević nach dem neuen Wertungssystem (50 % Jury und 50 % Televoting) von beiden Seiten die Höchstwertung 12 Punkte und ließ die Konkurrenz deutlich hinter sich.
Željko war durch den Sieg des Titels Oro bei der Beovizija jedoch nicht nur als Komponist beim Eurovision Song Contest 2008 in Belgrad vertreten, sondern auch als Moderator. Der Veranstalter RTS wählte ihn, zusammen mit Jovana Janković als Partnerin, aus. Sein Titel Oro belegte beim Sieg des Russen Dima Bilan den 6. Platz.
Zur besseren Promotion ließ Safura Alizadeh, die Vertreterin Aserbaidschans beim ESC 2010, eine „Balkan-Version“ Ihres Songs Drip Drop von Željko arrangieren.
Für den Eurovision Song Contest 2012 in Baku wurde Joksimović vom serbischen Fernsehen direkt als Vertreter Serbiens gewählt. Mit der auf Serbisch gesungenen Ballade Nije ljubav stvar gelang ihm am 24. Mai der Einzug in das zwei Tage später stattfindende Finale. Dort belegte er hinter der schwedischen Siegerin Loreen und den russischen Buranowskije Babuschki den dritten Platz.
Im Jahr 2004 für Lane moje und im Jahr 2006 für Lejla wurde er jeweils mit dem Preis als beste Komposition ausgezeichnet.
Er komponierte den montenegrinischen Beitrag zum Eurovision Song Contest 2015.

## Sonstiges
Joksimović spielt mindestens elf verschiedene Instrumente, darunter Akkordeon, Klavier, Gitarre und Schlagzeug.
Joksimović ist in zweiter Ehe mit der Fernsehmoderatorin Jovana Janković verheiratet und hat aus erster Ehe eine Tochter. Aus zweiter Ehe hat er einen Sohn.
Neben seiner Muttersprache Serbisch spricht Joksimović Englisch, Französisch, Russisch, Griechisch und Polnisch.

## Diskografie

### Studioalben
- 1985: Kola[6]
- 1996: Svitanje[7]
- 1999: Amajlija
- 2001: Rintam / Vreteno
- 2002: III
- 2005: IV
- 2009: Ljubavi
- 2015: Željko Joksimović

### Live- und Videoalben
- 2008: Beogradska Arena Live 20. April '07
- 2010: Hvala Sarajevo! – Stadion Koševo
- 2011: Hvala Skopje! – Arena Boris Trajkovski Skopje 2010
- 2017: Dva Sveta – Live! Beograd / Sava Centar 07.12.2016

### Kompilationen
- 2003: The Best Of
- 2007: The Platinum Collection
- 2010: Ultimate Collection
- 2011: Najlepše Balade

### Singles (Auswahl)
| - 2001: Vreteno - 2001: Rintam - 2001: Sta će meni više od toga (mit Haris Džinović) - 2002: Drska Zeno plava - 2002: Varnice - 2002: Zaboravljaš - 2004: Leđa o leđa - 2004: Lane moje/Goodbye - 2005: Michelle - 2005: Ima Nešto U Tom Što Me Nećeš - 2005: I Live My Life For You (mit Tamee Harrison) - 2005: Supermen (mit Dino Merlin) - 2007: Devojka | - 2009: Ljubavi - 2010: Libero (mit Miligram) - 2012: Nije ljubav stvar - 2013: Ludak kao ja - 2014: Zabluda (mit Tony Cetinski) - 2014: Skoplje Beograd (mit Daniel Kajmakoski) - 2015: Nisam Te Zbog Lepote Voleo - 2017: Milimetar - 2018: Ponelo me - 2018: Dva Aviona (mit Emina Jahović) - 2021: Ponoć (mit Aco Pejovic & Suzana Brankovic) - 2024: Više od sreće (mit Ceca) |

### Filmmusiken
- 2005: Ivkova slava (mit Jelena Tomašević & Nikola Kojo)
- 2009: Ranjeni Orao
- 2009: Greh Njene Majke

## Veröffentlichungen als Komponist
- 2005: Nava Medina – Lied: Malah Shomer
- 2005: Lied: Nesanica, Film: Ivkova slava
- 2005: Jelena Tomašević – Lied: Jutro, Album: Evropesma 2005
- 2006: Hari Mata Hari – Lied: Lejla, Album: Lejla
- 2008: Jelena Tomašević – Lied: Oro, Album: Panta Rei
- 2008: Jelena Tomašević – Lied: Kosava, Album: Panta Rei
- 2008: Jelena Tomašević – Lied: Okeani, Album: Panta Rei
- 2008: Jelena Tomašević – Lied: Panta Rei, Album: Panta Rei
- 2008: Jelena Tomašević – Lied: Med i Zaoka, Album: Panta Rei
- 2008: Eleftheria Arvanitaki – Lied: To Telos mas Des, Album: Mirame
- 2008: Melina Aslanidou – Lied: Poso, Album: Best of – Sto dromo
- 2008: Lied: Nikola Tesla (Instrumental), Album: Balkan Routes vol. 1: Nikola Tesla
- 2008: Halid Bešlić – Lied: Miljacka, Album: Halid 08
- 2009: Haris Džinović – Lied: Trazi trazi, Album Magic
- 2011: Lepa Brena – Lied: Biber, Album Zacarani Krug
- 2011: Lepa Brena – Lied: Ne bih bila ja, Album Zacarani Krug
- 2012: Lied: Balkanska saga (Instrumental), feat. Sonja Radojkovic
- 2013: Halid Bešlić – Lied: Sijede, Album: Romanija
- 2013: Saša Kapor – Lied: "Hotel Jugoslavija"
- 2015: Knez – Lied: Adio, Album: Adio